# Vagrans offaka
Vagrans offaka är en fjärilsart som beskrevs av Hans Fruhstorfer 1904. Vagrans offaka ingår i släktet Vagrans och familjen praktfjärilar. Inga underarter finns listade i Catalogue of Life.